# Herlev Hospital
 Der er for få eller ingen kildehenvisninger i denne artikel, hvilket er et problem. Du kan hjælpe ved at angive troværdige kilder til de påstande, som fremføres i artiklen.

Herlev Hospital (tidligere Amtssygehuset i Herlev) er et universitetshospital i Herlev under Region Hovedstaden. Hospitalets tårn er 120 m højt og består af 25 etager, med en samlet grundflade på ca. 30 000 m². Det blev indviet i 1976 efter en 10-årig byggeperiode.
Herlev Hospital blev i 2015 slået organisatorisk sammen med Gentofte Hospital, og hospitalet drives nu fra to lokationer.

## Nøgletal
- Ansatte: 6 826 (december 2023)[1]
- Sengepladser: 709 (december 2023)[1]
- Akutte ankomster: 153 370 (2023)[1]

## Organisation og funktion
Herlev Hospital fungerer som områdehospital for det nordvestlige København og har en døgnåben akutmodtagelse og en bred vifte af specialafdelinger – herunder hospitalsapoteker for Region Hovedstadens Apotek.

## Historie og arkitektur
- Byggeriet er tegnet af arkitekterne Bornebusch, Max Brüel og Jørgen Selchau ud fra nye principper for sygehusbyggeri med ideen om patienten i centrum. Grundsten blev lagt i 1966, første del blev taget i brug i 1975 og officielt indviet i 1976.[2][3]
- Bygningen er designet som seks sammenbyggede højhustårne med tilhørende fleksible modulbygninger.[1]
- Indvendig udsmykning af kunstneren Poul Gernes, designet med farver efter dagslysorientering og afrundede hjørner for bedre hygiejne.[1]
- De 9 øverste etager stod tomme i de første år. I 2006 var der råd til at bygge hospitalet færdigt.[3][4]

## Særlige begivenheder
I 1987 blev en udetoneret bombe fundet og fjernet i forbindelse med sagen om Sygehusbomberne.

## Modernisering og udbygning
I 2009 startede hospitalet et ernæringsprogram for sårbare patienter så hospitalsbehandlingen får større virkning, og programmet er siden udvidet til flere af hospitalets afdelinger. Patienter kan bestille mad på spiseseddel med 60 retter, udfra hver patients ernæringsbehov.
Som led i “Nyt Hospital Herlev”-projektet (2020-22) blev flere klinikmoduler opført som ringformede bygninger.

## Forskning og uddannelse
Herlev Hospital er et forsknings- og undervisningshospital tilknyttet Københavns Universitet, med over 1 100 forskere og omfattende publikationer. Diabeteshospitalet, Steno Diabetes Center Copenhagen (SDCC), der bedriver forskning og behandling indenfor sukkersyge, flyttede i 2021 ind i en ny hospitalsbygning ved Herlev Hospital.
Siden dets oprettelse i 2003, har Herlev/Østerbroundersøgelsen haft til huse på afdeling for klinisk biokemi på Herlev Hospital. Befolkningsundersøgelsen er verdens største og har resulteret i flere tusinde videnskabelige artikler.